# オールドブリッジ (ニュージャージー州)
オールドブリッジ・タウンシップ（英: Old Bridge Township）は、アメリカ合衆国ニュージャージー州のミドルセックス郡にあるタウンシップ。人口は6万6876人（2020年）。ニューヨークのスタテンアイランドの対岸に位置している。マンハッタンから40km圏内にあり、ベッドタウンとして機能している。州内のニューアークからは南に48kmである。
雑誌「マネー」の2005年と2007年「アメリカで住みたい場所」リストに、オールドブリッジが挙げられていた。
現在のオールドブリッジ・タウンシップは当初、1869年3月2日にニュージャージー州議会の法により「マディソン・タウンシップ」として法人化された。領域はサウスアンボイ・タウンシップ（現在のサウスアンボイ市）の一部が取られた。1975年11月5日に行われた住民投票で、賛成7,150票、反対4,888票という結果により「オールドブリッジ・タウンシップ」への改名が認められた。この改名はモリス郡にあるマディソン・ボロとの混同を避けるためだった。しかし、「カムデン・アンド・アンボイ鉄道沿線でサウスアンボイより約8マイル (13 km) 先」あるいは「サウスアンボイから約7マイル (11 km)」という場所にオールドブリッジという地名が使われたのは少なくとも1853年に遡ることができた。当初のタウンシップは農園ばかりであり、人口は緩り増加した。1880年の人口は1,662人であり、1950年でも7,365人となっただけだった。その後建設ブームが始まり、農地が開発されていった。1960年の人口は22,772人となった。1980年の国勢調査では51,406人だった。ニュージャージー州道18号線が海岸まで延伸されたことで、オールドブリッジは大きく変化した。

## 歴史
オールドブリッジとなった地域の最初の住人はレニ・レナペ族インディアンだった。この地域に入植していた人々はユナミ族、すなわち「川下の民」と呼ばれた。彼らは今日の多くの人々と同様に、毎年夏に北の狩猟場からラリタン湾に沿って移動して来ていた。1664年、イングランドがオランダからこの地域の支配権を奪ったとき、東ジャージーと西ジャージーの2つの地域に分けられた。1683年、東ジャージーの植民地議会がミドルセックス郡の境界を決め、その他バーゲン郡、エセックス郡、モンマス郡も決めた。これらはラリタン川の両岸にあるプランテーション全てを含み、東はチーズクェイク・ハーバーから南西に植民地の境界となり、その南西境界はモンマス郡との郡境とタウンシップの南側境界となった。
トマス・ウォーンが東ジャージーの初期領主24人の1人であり、地域の土地所有者に挙げられ、その息子が1683年にチーズクェイク地域に最初に住んだ白人だと言われている。ジョン・ブラウンとスザンナ・ブラウンが1737年にイングランド国王から1,000エーカー (4.0 km2) の土地を払下げられた。彼らはその地域をブラウンビルと呼び、今日のタウンシップの一部がブラウンタウンと呼ばれている。オールドブリッジのその他重要な領主としてはボウン、モーガン、レッツ、ブラウン、トーン、ハーバート、コットレル各一族であり、オールドブリッジの最初の土地所有者として年代を辿ることができる。
1684年、サウスアンボイ・タウンシップが設立された。当時、その領域は現在のモンロー・タウンシップとオールドブリッジ・タウンシップ、セイアービル・ボロ、サウスアンボイ市にまで広がっていた。オールドブリッジ・タウンシップは1869年3月2日にサウスアンボイの42平方マイル(110 km2) を分離して設立され、当初はマディソン・タウンシップと呼ばれた。1975年、住民投票によって名称はマディソンからオールドブリッジに変えられた。その目的はモリス郡にあるマディソン・ボロと区別するために、独自の郵便用住所と郵便番号を持つことだった。オールドブリッジという名称は、サウス川に架かる最初の橋がそこに掛けられ、他にも橋が架けられると最初の橋は「オールドブリッジ」と呼ばれたという事実に拠っていた。それ以前はサウス川橋と呼ばれていた。

## 地理
オールドブリッジ・タウンシップは北緯40度24分17秒 西経74度18分31秒 / 北緯40.404632度 西経74.308537度 (40.404632,-74.308537)に位置している。アメリカ合衆国国勢調査局に拠れば、領域全面積は40.783 平方マイル (105.627 km2)であり、このうち陸地38.060 平方マイル (98.575 km2)、水域は2.723 平方マイル (7.052 km2)で水域率は6.68%である。
オールドブリッジ・タウンシップの中には下記の国勢調査指定地域があり、すべて法人化はなされていない。
- ブラウンビル（2010年の人口2,383人[33]）
- ローレンスハーバー（同 6,536人[34]）
- マディソンパーク（同 7,144人[35]）
- オールドブリッジ CDP（同 23,753人[36]）

その他タウンシップの中にその一部または全部が入っている未編入領域としては、ブラウンタウン、ブランズウィックガーデンズ、チーズクェイク、コットレルコーナーズ、イーストスポッツウッド、マチャポニックス、モーリスコーナー、モリスタウン、パーリン、レッドショーコーナー、ラニオン、セイアーウッドサウス、サウスオールドブリッジ、テキサスがある。

### 主な河川、水域
- ラリタン湾
- サウス川
- マチャポニックス・ブルック
- ディープ・ラン
- テネッツ・ブルック
- バークレイ・ブルック
- チーズクェイク・クリーク

## 経済

### 昔の動力水路
マディソン・タウンシップには多くの水流があり、工場につかう水力を生み出すために使われた。ウォーン家が地域で縮充工場を所有していた。縮充は毛織物の仕上げ工程として使われ、埃や油を取り、毛糸繊維を圧縮するものだった。この工場はオールドブリッジ高校の背後で運転されていたと言われており、水流は東のマタワン・クリークに流れていた。オールドブリッジの地域は多くの嗅ぎタバコ工場があることでも知られていた。ワシントン嗅ぎタバコ工場（後にディル・スナフ・ミルの改名された）は1801年に設立され、マウントプレザントとオールドブリッジ・ターンパイク沿いに（現在の郡道516号線）あった。スナフは当時の男女が使った嗅ぐタバコだった。

### 粘土産業
オールドブリッジを囲む地域の粘土が、ヨーロッパ人開拓者が入って来る以前から陶器やレンガに使われていた。レニ・レナペ族インディアンが住んでいたときに、チーズクェイク・クリーク周辺に細かい粘土層があった。川岸で粘土を発見したことで、ミドルセックス郡のみならずニュージャージー全体でも粘土産業が始まった。1800年代までに粘土が主要産業になっていた。チーズクェイク・クリーク沿いに見つかった粘土層はアメリカ合衆国でも最良の陶器用粘土だと報告されている。ここの粘土は地元の製陶業者だけでなく、ハドソン川バレー、コネチカット州ノーウォークなどニューイングランド各所やカナダの一部まで供給された。この地域の粘土を最も初期に使った例は、独立戦争前のジェイムズ・モーガン大尉だった。パーリン粘土坑はアメリカ国道9号線とアーンストン道路の近くにあった。

### リンゴ農園
コットレルの敷地はオールドブリッジのランドマークである。1831年に設立され、現在も郡道516号線とコットレル道路の北東角にある。コットレル家は、その家から通り向かいに広さ150エーカー (0.61 km2) のリンゴ園を所有していた。リンゴの大きさや質で使えないものも捨てられなかった。コットレル道路と州道516号線の南西角（現在はライトエイドがある）にあった冷温貯蔵用の建物で、コットレル家がニュージャージー・アップル・グロワーズ社を設立した。リンゴを潰してリンゴジュースを作り、大釜で蒸留してリンゴブランディを作ったのがこの蒸留所だった。このブランディはコットレルの敷地にあった政府の倉庫の樽で年を重ねた。コットレル家はリンゴ・ブランディを20年間制作し、ブラウンタウンの名前で流通業者に卸した。

## 人口動態

### 2010年国勢調査
以下は2010年国勢調査による人口統計データである。
| 基礎データ - 人口: 65,375 人 - 世帯数: 23,777 世帯 - 家族数: 17,333 家族 - 人口密度: 663.2人/km2（1,717.7 人/mi2） - 住居数: 24,638 軒 - 住居密度: 249.9軒/km2（647.3 軒/mi2） 人種別人口構成 - 白人: 74.06% - アフリカン・アメリカン: 6.21% - ネイティブ・アメリカン: 0.20% - アジア人: 14.34% - 太平洋諸島系: 0.02% - その他の人種: 2.72% - 混血: 2.45% - ヒスパニック・ラテン系: 10.81% 年齢別人口構成 - 18歳未満: 22.8% - 18-24歳: 7.8% - 25-44歳: 27.2% - 45-64歳: 30.1% - 65歳以上: 12.1% - 年齢の中央値: 40歳 - 性比（女性100人あたり男性の人口） - 総人口: 95.2 - 18歳以上: 92.5 | 世帯と家族（対世帯数） - 18歳未満の子供がいる: 33.7% - 結婚・同居している夫婦: 58.5% - 未婚・離婚・死別女性が世帯主: 10.1% - 非家族世帯: 27.1% - 単身世帯: 22.6% - 65歳以上の老人1人暮らし: 7.9% - 平均構成人数 - 世帯: 2.73人 - 家族: 3.25人 収入と家計（2006年から2010年のアメリカン・コミュニティ・サーベイ統計） - 収入の中央値 - 世帯: 82,640米ドル - 家族: 98,634米ドル - 性別 - 男性: 67,487米ドル - 女性: 48,856米ドル - 人口1人あたり収入: 35,666米ドル - 貧困線以下 - 対人口: 4.1% - 対家族数: 3.1% - 18歳未満: 4.3% - 65歳以上: 6.6% |

### 2000年国勢調査
以下は2000年国勢調査による人口統計データである。
| 基礎データ - 人口: 60,456 人 - 世帯数: 21,438 世帯 - 家族数: 15,949 家族 - 人口密度: 612.8人/km2（1,587.4 人/mi2） - 住居数: 21,896 軒 - 住居密度: 222.0軒/km2（574.9 軒/mi2） 人種別人口構成 - 白人: 79.48% - アフリカン・アメリカン: 5.30% - ネイティブ・アメリカン: 0.16% - アジア人: 10.82% - 太平洋諸島系: 0.04% - その他の人種: 1.87% - 混血: 2.32% - ヒスパニック・ラテン系: 7.57% | 年齢別人口構成 - 18歳未満: 25.9% - 18-24歳: 7.0% - 25-44歳: 33.6% - 45-64歳: 22.9% - 65歳以上: 10.5% - 年齢の中央値: 36歳 - 性比（女性100人あたり男性の人口） - 総人口: 95.6 - 18歳以上: 91.7 世帯と家族（対世帯数） - 18歳未満の子供がいる: 37.8% - 結婚・同居している夫婦: 61.2% - 未婚・離婚・死別女性が世帯主: 9.5% - 非家族世帯: 25.6% - 単身世帯: 21.1% - 65歳以上の老人1人暮らし: 6.8% - 平均構成人数 - 世帯: 2.80人 - 家族: 3.30人 | 収入と家計 - 収入の中央値 - 世帯: 64,707米ドル - 家族: 74,045米ドル - 性別 - 男性: 51,978米ドル - 女性: 35,462米ドル - 人口1人あたり収入: 26,814米ドル - 貧困線以下 - 対人口: 4.2% - 対家族数: 3.0% - 18歳未満: 5.0% - 65歳以上: 7.2% |

## 政府

### タウンシップ政府
オールドブリッジ・タウンシップはフォークナー法（正式には選択的自治体認証法と呼ばれる）の首長・立法委員会の政府形態プランEを採っている。立法委員会は9人の委員で構成され、そのうち6人がタウンシップの小選挙区から、3人がタウンシップ全体を選挙区に、11月の一般選挙の一部として行われる党派選挙で選ばれている。選挙で選ばれる役人は全て任期4年間であり、小選挙区の6人をそれぞれ選んだ2年後に、残り3人とタウンシップ長を選ぶ選挙がある。

### 連邦、州、郡への代表
オールドブリッジ・タウンシップはアメリカ合衆国下院議員の選挙で、ニュージャージー州第6選挙区と第12選挙区に属している。2010年国勢調査以前も、第6選挙区と第12選挙区に入っていたが、領域は今とは異なっていた。2012年11月の一般選挙の結果に基づき、ニュージャージー州地区見直し委員会が行った修正は2013年1月に有効となった。その結果、タウンシップの北部と東部に住む22,050人を第6区に、西部と南部に住む43,325人を第12区に移すことになった。
州議会下院では第12選挙区に入っている。2010年国勢調査の後で2011年に選挙区再配置が行われ、第13選挙区から第12選挙区に移った。

### 政治
2011年3月23日時点で、登録有権者総数は38,907 人であり、そのうち10,946人、28.1%が民主党に、6,363人、16.4%が共和党に、21,577人、55.5%が無党派に登録されている。その他の政党は21人である。
2012年アメリカ合衆国大統領選挙では、民主党のバラク・オバマは13,127票、54.1%、共和党のミット・ロムニーが10,911票、44.9%、その他の候補者が240票、1.0%という結果だった。登録有権者39,947 人のうち、24,402 人、61.1%が投票し、124票が無効だった。
2008年アメリカ合衆国大統領選挙では、民主党のバラク・オバマは14,001票、51.0%、共和党のジョン・マケインが13,019票、47.4%、その他の候補者が274票、1.0%という結果だった。登録有権者39,454 人のうち、27,464 人、69.6%が投票した。2004年アメリカ合衆国大統領選挙では、共和党のジョージ・W・ブッシュが12,722票、51.0%、民主党のジョン・ケリーが11,884票、47.7%、その他の候補者が237票、0.7%だった。登録有権者36,428 人のうち、24,931 人、68.4%が投票した。
2013年ニュージャージー州知事選挙では、共和党のクリス・クリスティが10,211票、68.3%、民主党のバーバラ・ブオノが4,532票、30.3%、その他の候補者が206票、1.4%だった。登録有権者40,437 人のうち、15,147 人、37.5%が投票した。198票が無効票だった。
2009年ニュージャージー州知事選挙では、共和党のクリス・クリスティが9,511票、57.8%、民主党のジョン・コーザインが5,898票、35.9%、独立系のクリス・ダゲットが976票、5.9%、その他の候補者が168票、1.0%だった。登録有権者38,430 人のうち、16,444 人、42.8%が投票した。

## 教育
オールドブリッジ・タウンシップ教育学区が幼稚園から12年生の教育を管轄している。2011年から2012年の教育年度では、15の学校に9,197 人の児童生徒が学び、教師は常勤換算で684.0 人、生徒・教師比率は13.45対1だった。
学区内の学校は以下の通りである。生徒数は教育統計全国センターによる。
- M・スコット・カーペンター小学校[68]、幼稚園から5年生、児童数278人
- チーズクェイク小学校[69]、幼稚園から5年生、児童数302人
- レロイ・ゴードン・クーパー小学校[70]、幼稚園から5年生、児童数262人
- バージル・I・グリサム小学校[71]、幼稚園から5年生、児童数231人
- マディソン・パーク小学校[72]、幼稚園から5年生、児童数298人
- ジェイムズ・A・マクディビット小学校[73]、幼稚園から5年生、児童数552人
- メモリアル小学校[74]、幼稚園から5年生、児童数417人
- ウィリアム・A・ミラー小学校[75]、幼稚園から5年生、児童数313人
- ウォルター・M・シャーラ小学校[76]、幼稚園から5年生、児童数332人
- アラン・B・シェパード小学校[77]、幼稚園から5年生、児童数282人
- サウスウッド小学校[78]、幼稚園から5年生、児童数292人
- レイモンド・E・ボアヒーズ小学校[79]、幼稚園から5年生、児童数390人
- ジョナス・ソーク中学校[80]、6年生から8年生、生徒数1,035人
- カール・サンドバーグ中学校[81]、6年生から8年生、生徒数1,182人
- オールドブリッジ高校[82]、9年生から12年生、生徒数3,031人[83][84]

## 交通

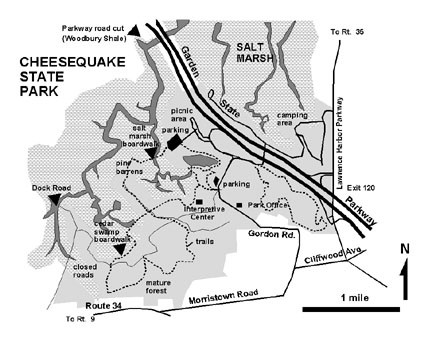
オールドブリッジにあるチーズクェイク州立公園の地図

### 道路と高規格道
2010年5月時点で、タウンシップの中には総延長222.24マイル (357.66 km) の道路がある。そのうち179.32マイル (288.59 km) がタウンシップの保守に、24.41マイル (39.28 km) がミドルセックス郡、16.65マイル (26.80 km) がニュージャージー州交通省、1.86マイル (2.99 km) はニュージャージー・ターンパイク管理局の管轄である。
ガーデン・ステイト公園道路がオールドブリッジの中を1.9マイル (3.1 km) 通り、南はモンマス郡のアバディーン・タウンシップから、南はセイアービルを繋いでいる。途中のインターチェンジ120番にはローレンスハーバー/マタワンという表示がある。
その他、アメリカ国道9号線、ニュージャージー州道18号線、同34号線、同35号線もタウンシップ内を通っている。オールドブリッジ空港が中心事業地区の南5マイル (8 km) にある。郡道としては、516号線、520号線、527号線、615号線が主なものである。
ニュージャージー・ターンパイク（州間高速道路95号線）は州道18号線で隣接するイーストブランズウィックに出口9番があり、またモンロー・タウンシップの出口8番Aもそれほど遠くはない。

### 公共交通機関
オールドブリッジは州道34号線でマタワン・ボロに接しており、マタワンにはアバディーン・マタワン鉄道駅がある。国道9号線北行き沿いにはニュージャージー・トランジットの大きなバスターミナルがあり、アーンストン道路にも近い。
ニュージャージー・トランジットのバスでは、131系統、133系統、134系統、135系統、138系統、139系統でニューヨーク市マンハッタン、ミッドタウンにあるポート・オーソリティ・バスターミナルへ、67系統と68系統でニューアーク市へ、地方便の817系統と818系統でジャージーシティへ運行されている。

## 緊急対応

### 警察
オールドブリッジには常勤の警察署があり、81人以上の警官を多くの部局に分けている。年間5万件から5万5,000件の電話呼び出しに対応している。部局としては、管理部、パトロール部、交通安全部、捜査部、鑑識部、麻薬部、武器部隊、特殊任務隊、車両修繕所、補助部があり、また特殊警官もいる。

### 消防
オールドブリッジは4つの消防地区に分けられている。
それぞれの地区に駐屯所があり、適切な装備や車両が備えられ、タウンシップ内や周辺の町の緊急事態に対応できるようにしている。

### 医療・救急医療
オールドブリッジは救急医療のために5つの地区に分けられている。多くの救急車が配置され、常勤の救急隊員は午前6時から午後6時までで雇用されている。
- チーズクェイク・ボランティア救急医療隊、1969年結成[91]
- ローレンスハーバー・ボランティア救急医療隊、1927年結成、ローレンスハーバー、クリフウッドビーチ、ジェノア、チーズクェイク州立公園、チーズクェイクビレッジ、エレンヒースに対応[92]
- マディソンパーク・ボランティア救急医療隊、1959年結成[93]
- オールドブリッジ救急医療および救助隊[94]
- オールドブリッジ・ボランティア救急医療サービス[95]

オールドブリッジ・ボランティア救急医療サービスは、全て有給の隊であり、ボランティア組織あるいはタウンシップ自体のどれとも関わりが無い。
先進救命支援はメディックスとも呼ばれ、支援要請に基づき全てのコールに対応する有給の人員部隊である。外傷、産業事故、心臓の問題、卒中、重大な自動車事故などによる生死を争う事態全てに対応する。ロバート・ウッド・ジョンソン大学病院、セントピーターズ大学病院、ラリタン湾医療センターを拠点にし、それぞれ救急車を割り当てられている。
ラリタン湾医療センターはオールドブリッジ部門とパースアンボイ部門の2つの病院がある。オールドブリッジ部門はニュージャージー州道18号線とフェリー道路の交差点にある。外傷以外の全てを扱う。外傷はニューブランズウィックにあるロバート・ウッド・ジョンソン大学病院で扱う。

## 見どころ
- オールドブリッジ・タウンシップ・レースウェイパーク
- チーズクェイク州立公園
- ローレンスハーバー・ビーチフロンド
- オールドブリッジ・アイスアリーナ
- オールドブリッジ空港
- その他の公園: ベテランズ公園、マニノ公園、フィリップス公園、ゲイク公園

## コミュニティと歴史情報
- オールドブリッジはニューヨーク市と境を接している。スタテン島との間にラリタン湾を隔てて境がある。それ以外には、イーストブランズウィック・タウンシップ、マールボロ・タウンシップ、マナラパン・タウンシップ、マタワン・ボロ、アバディーン・・タウンシップ、セイアービル・ボロ、スポッツウッド・ボロ、モンロー・タウンシップと接している。
- オールドブリッジにはアメリカ国内14番目に悪いスーパーファンド適用地がある。チーズクェイク道路に近くウォーターワークス道路にそってフェンスで囲われている。オールドブリッジ・ケミカルと言う化学工場があり、現在も操業している。元チバガイギーの工場が数年前に閉鎖され、工場棟のほとんどが解体され、管理棟のみが残っている。
- 地域にある多くの小さな池は19世紀に粘土が掘られた名残であり、粘土が主要産業だった。パーリン粘土掘削所が国道9号線とアーンストン道路の近くにある。
- ラニオン石炭ヤードはボーデンタウン・アベニューとチーズクェイク道路の近くにあり、スタボラ・アスファルト建設会社（元マンゾス・コントラクティング）が操業している。このヤードの鉄道車両はサウスアンボイのドックまで貨物を運ぶために使われ、そこからニューヨーク市に積み出された。
- 元ドックのパイルがスティームボート・ランディング道路、別名ドック道路を徒歩で歩けば見ることができる。これはコットレル道路の延長であり、州道34号線との交差点にある。
- 現在ローレンスハーバーのブリッジポイント開発地にあるオクワルド・レンガ工場は1910年に操業を始め、1960年代初期まで続けていた。ブリッジポイント開発地の背後の森や野原に古いレンガが今も見られる。
- ジェノア地区のケベック化学会社は、ローゼンバーグ夫妻が1950年にロシアのスパイと接触したとされる所である。ビオンディ・アベニューとゴードン通りの角にある建物をFBIが捜査した。コロンバス・アベニューの外れにあるこの場所には、幾つかレンガが残っているだけである。過去10年間、この地区では住宅の新築と古いものの解体が行われてきた。
- アーンストン道路の近く、アーンスト記念墓地の多くの墓は、1918年のT・A・ジレスピー社弾薬充填工場爆発による多くの身元不明犠牲者の遺骸を収めている。この工場はセイアービルのモーガン地区で爆発し、推計100人以上を殺した。衝撃波が北のニューアーク市でも感じられた。
- 現在レイクリッジ開発地がある所に以前は競馬場があった。マタワン・ボロとの境界に近い。
- 1950年代から1982年まで、円形の自動車レース場が郡道516号線近くにあった。現在はホィスパリング・パインズ開発地になっている。視認できる名残は無い。
- チーズクェイク州立公園は1940年6月22日にオープンした国内最古クラスの公園である。ガーデン・ステイト公園道路のインターチェンジ120番、州道34号線、同35号線に近く、日光浴、ピクニックをする人や、コンサートの聴衆や観光客で賑わう。
- 冷戦時代のナイキ・ミサイル基地が、国道9号線とジェイク・ブラウン道路の近くにある。雑誌「ウェアードNJ」に幽霊の出る場所として掲載され、読者が以前に基地労働者の住宅があった場所を探索することも多い。実際の基地はオールドブリッジ・タウンシップ教育委員会が購入し、その物資や車両の保管に使われている。元の地下サイロとトンネルは基地が閉鎖されたときに、水没された。
- オールドブリッジ・タウンシップ・レースウェイ公園は世界に著名な自動車レース場があった場所であり、マナラパンやモンロー・タウンシップとの境に近く、郡道527号線沿いにある。

## 著名な出身者
オールドブリッジ・タウンシップで生まれ、居住し、あるいは密接な関わりがあった著名人は以下のとおりである。
- ジュノ・ディアズ（1968年 - ）、小説家、ピューリッツァー賞受賞[97]
- オーヴァーキル、スラッシュメタルバンド
- タブ・ラモス（1966年 - ）、サッカー選手、アメリカ代表[98]
- ジョージ・リッツィ（1951年 - ）、ギタリスト、1960年代のポップ/ロックグループ「ザ・ハプニングス」の音楽ディレクター、ヒット曲には『See You In September』や『Go Away Little Girl』[99]